# Michael Fincke
Edward Michael Fincke (født 14. marts 1967) er en amerikansk ingeniør og NASA-astronaut. Han har to gange haft ophold af længere varighed på Den Internationale Rumstation (ISS), den ene gang som kommandør (ISS Ekspedition 18 (en)).
Michael Fincke skulle have været med på først Boeing Starliner's Crew Flight Test flyvning og senere på den første kommercielle flyvning (Starliner-1) men er nu planlagt til at være pilot på SpaceX's Crew-11, der er planlagt opsendt til ISS 31. juli 2025.

## Uddannelse og karriere[1]
Han blev uddannet på Sewickley Academy i 1985, Massachusetts Institute of Technology i 1989, Stanford University i 1990, El Camino College i 1993 og University of Houston i 2001. Han er uddannet indenfor aeronautik, geologi, Jordens atmosfære og planetvidenskab.

## NASA karriere[1]
Han blev udvalgt af NASA som astronautkandidat i juni 1996 og blev indskrevet til NASA's Johnson Space Center (JSC) til astronautuddannelse i august 1996.
Michael Fincke har været 365 dage i rummet i alt og har udført ni rumvandringer på i alt 48 timer og 37 minutter [reference: List of cumulative spacewalk records (en)].